# Ellon, Calvados

Ellon este o comună în departamentul Calvados, Franța. În 1 ianuarie 2022 avea o populație de 632 de locuitori.